# Веселе (Чмирівська сільська громада)
Весе́ле — село в Україні, у Чмирівській сільській громаді Старобільського району Луганської області. Населення становить 1528 осіб.

## Географія
У селі бере початок Балка Проїзджа.

## Історія
Перед російсько-українською війною до села було переведено священика УПЦ МП Володимира Маглену, який незадовго перед тим був висвячений у священицький сан. На той момент у селі не було церкви. На місці розвалин колишньої амбулаторії за участю Володимира Маглени та разом з допомогою благодійників з різних країн світу було побудовано храм. У січні 2019 року він перейшов до Православної церкви України. Разом з тим приблизно у цей час він створив церковну громаду у Старобільську. Але після цього члени церковної громади відмовились переходити до ПЦУ та проголосували за залишення у підпорядкуванні УПЦ МП, а також обрали новим священиком Миколу Поляка.

## Населення
Згідно з переписом УРСР 1989 року чисельність наявного населення села становила 2277 осіб, з яких 1181 чоловік та 1096 жінок.
За переписом населення України 2001 року в селі мешкала 1291 особа.

### Мова
Розподіл населення за рідною мовою за даними перепису 2001 року:
| Мова       | Відсоток |
| ---------- | -------- |
| українська | 91,16 %  |
| російська  | 8,70 %   |
| білоруська | 0,07 %   |